# Phoenix Award (Science-Fiction)
Der Phoenix Award ist ein amerikanischer Literaturpreis, der seit 1970 an Science-Fiction-Autoren verliehen wird, die sich um das Fandom in den Südstaaten besonderes verdient gemacht haben. Der Preis wird jeweils bei der DeepSouthCon verliehen, einer jährlich an wechselnden Orten der ehemaligen amerikanischen Konföderierten stattfindenden Science-Fiction-Convention. Zusammen mit dem Phoenix Award werden bei dieser Gelegenheit der Rebel Award an verdiente Fans und der nicht ernst gemeinte Rubble Award an notorische Fans verliehen.
Bisherige Preisträger waren († steht für postume Verleihungen):
- 2019 Faith Hunter
- 2018 Joseph Green
- 2017 Simon Hawke und Aaron Allston
- 2016 Eugie Foster und Jana Oliver
- 2015 Robert Asprin† und Diana Rowland
- 2014 Steve Jackson
- 2013 Robert Jordan†
- 2012 John Ringo
- 2011 Selina Rosen
- 2010 Jerry Pournelle
- 2009 Robert R. McCammon
- 2008 Jim Baen†
- 2007 Tom Deitz
- 2006 John Kessel
- 2005 Jack L. Chalker†
- 2004 Gregory Benford
- 2003 Rick Shelley† und Larry Elmore
- 2002 Allen Steele
- 2001 Sharon Green
- 2000 Jack McDevitt
- 1999 Danny Frolich
- 1998 David Weber
- 1997 James P. Hogan
- 1996 Jack C. Haldeman
- 1995 Darrell Richardson
- 1994 Toni Weisskopf
- 1993 Terry Bisson
- 1992 Brad Linaweaver und Brad Strickland
- 1991 Charles L. Grant
- 1990 Wilson Tucker
- 1989 Robert Adams
- 1988 Gerald W. Page
- 1987 Orson Scott Card und Hugh B. Cave
- 1986 Andrew J. Offutt
- 1985 Sharon Webb
- 1984 David Drake
- 1983 Doug Chaffee und Joe Haldeman
- 1982 Kelly Freas
- 1981 Mary Elizabeth Counselman
- 1980 Piers Anthony
- 1979 Jo Clayton
- 1978 Karl Edward Wagner
- 1977 Michael Bishop
- 1976 Manly Wade Wellman
- 1975 Andre Norton
- 1974 George Alec Effinger
- 1973 Thomas Burnett Swann
- 1972 nicht vergeben
- 1971 R.A. Lafferty
- 1970 Richard Meredith